# Vitove, Ciîhîrîn
Vitove (în ucraineană Вітове) este un sat în comuna Rațeve din raionul Ciîhîrîn, regiunea Cerkasî, Ucraina.

## Demografie
Componența lingvistică a localității Vitove
     Ucraineană (90,33%)
     Rusă (9,14%)
     Alte limbi (0,18%)
Conform recensământului din 2001, majoritatea populației localității Vitove era vorbitoare de ucraineană (90,33%), existând în minoritate și vorbitori de rusă (9,14%).